# Гаджеро, Андреа
Андреа Гаджеро (итал. Andrea Gaggero; 4 апреля 1916, Меле, провинция Генуя — 8 июля 1988, Ченнина) — итальянский католический священник, общественный деятель, пацифист, узник концлагерей.

## Биография

### Священник у партизан. Узник концлагерей
Родился в рабочей семье, в 1928 году в возрасте двенадцати лет поступил в духовную семинарию, также учился в Институте ораторского искусства. В 1938 году он перебрался в Рим, чтобы поступить в Папский Григорианский университет. В мае 1940 года был рукоположён в священники. В начале Второй мировой войны вернулся в Геную, где занимался священнической деятельностью, присоединился к ораторианцам. Участвовал в Движении Сопротивления, после декларации маршала Бадольо о перемирии 8 сентября 1943 года принял участие в создании Комитета освобождения Лигурии и присоединился к лигурийским партизанам, став их капелланом.
В июне 1944 года был арестован, прошёл 40 дней допросов и пыток генуэзской полиции, не говоря ни слова. Судим вместе с тридцатью другими обвиняемыми и приговорён к 18 годам тюремного заключения. Помещён в управляемый СС концентрационный лагерь в Больцано в Северной Италии, но даже там ему удалось установить контакты с организациями Сопротивления, войдя в подпольный комитет, осуществлявший связь с освободительным антифашистским движением в Италии. В декабре 1944 года переведён в лагерь смерти Маутхаузен на территории Австрии, в котором провёл шесть месяцев в лагере смерти и состоял в подпольной организации, возглавляемой коммунистическим партизаном Джулиано Пайеттой.
После освобождения лагеря 5 мая 1945 года для бывших заключённых начинается долгое ожидание организации репатриации и медленного трудного путешествия. Прибыв, наконец, в Геную, он был госпитализирован на два месяца в больницу. Восстановившись, он возобновил свою деятельность в генуэзской общине Сан-Филиппо, начал преподавать в средней школе и позаботился о создании Виллы Перла — приюта для детей погибших бойцов партизанского движения.

### Борец за мир
Разочарованный выбором церкви и христианских демократов, которые, по его мнению, не соответствовали ожиданиям обновлённого мира, возрождённого после ужасов войны и концентрационных лагерей, он сближается с левыми силами и в частности с Итальянской коммунистической партией, которая ему казалась организацией, наиболее приверженной борьбе за улучшение условий жизни населения и идеалы социального равенства. Когда в Италии начали формироваться первые комитеты за мир, Гаджеро примкнул к Движению сторонников мира и выступил с речью «От лагерей смерти до атомной бомбы», став членом Всемирного Совета Мира и президиума Итальянского движения за мир.
В ноябре 1950 года он лично участвовал во 2-м Всемирном конгрессе сторонников мира в Варшаве (ПНР), за что был лишён права заниматься богослужением и преподавать в школах: по его возвращении в Геную церковные власти обязали его немедленно переехать в Рим, чтобы пройти испытание Конгрегации доктрины веры. Два с половиной года он прожил в Риме в состоянии полуизоляции и в условиях нищеты. Отказавшись обязаться впредь следовать «социальной и политической доктрине церкви» и не заниматься политикой, в мае 1953 года за «серьёзное неповиновение приказам церковных властей» лишён сана священника.
В 1954 году был награждён серебряной медалью Сопротивления, а также стал лауреатом Международной Ленинской премии «За укрепление мира между народами» за 1953 год, размер которой он пожертвовал Комитету мира. В последующие годы он продолжал деятельность в движении за мир (в 1962 году вместе с Альдо Капитини организовал 1-й марш за мир Перуджа-Ассизи, а в ноябре 1967 года — марш Милан-Рим за мир во Вьетнаме), комитетах солидарности (способствовал созданию Комитета мира во Вьетнаме) и организациях бывших узников концлагерей как активист и публицист (был членом редколлегии журнала Национальной ассоциации партизан Италии «Patria Indipendente»).